# Alberto Reynoso
 (août 2024).
Si vous disposez d'ouvrages ou d'articles de référence ou si vous connaissez des sites web de qualité traitant du thème abordé ici, merci de compléter l'article en donnant les références utiles à sa vérifiabilité et en les liant à la section « Notes et références ».
Pour les articles homonymes, voir Reynoso.
Alberto Reynoso, né le 14 mai 1940 à Pasig, aux Philippines, et décédé le 22 novembre 2011 à Sacramento, en Californie, est un ancien joueur et entraîneur philippin de basket-ball. Il évolue durant sa carrière au poste de pivot.

## Palmarès
- Champion d'Asie 1960, 1963, 1967, 1973
- Finaliste du championnat d'Asie 1965
- Vainqueur des Jeux asiatiques de 1962